# Illinois School for the Deaf
Illinois School for the Deaf, dont le nom est couramment abrégé en ISD, est une école pour sourds, située à Jacksonville, en Illinois, aux États-Unis. Elle a été fondée en 1839.